# Hilton Fort Worth
L'Hilton Fort Worth est un hôtel américain situé à Fort Worth, au Texas. Ouvert en 1921, cet établissement d'Hilton Hotels & Resorts est inscrit au Registre national des lieux historiques depuis le 3 juillet 1979 et est membre des Historic Hotels of America et des Historic Hotels Worldwide depuis 2016.

## Histoire
Le 21 novembre 1963 pendant son voyage pré-électoral au Texas le président des États-Unis John Kennedy accompagné de sa femme Jackie Kennedy passa la dernière nuit de son existence dans la suite 850 de cet hôtel.